# Takashi Miike

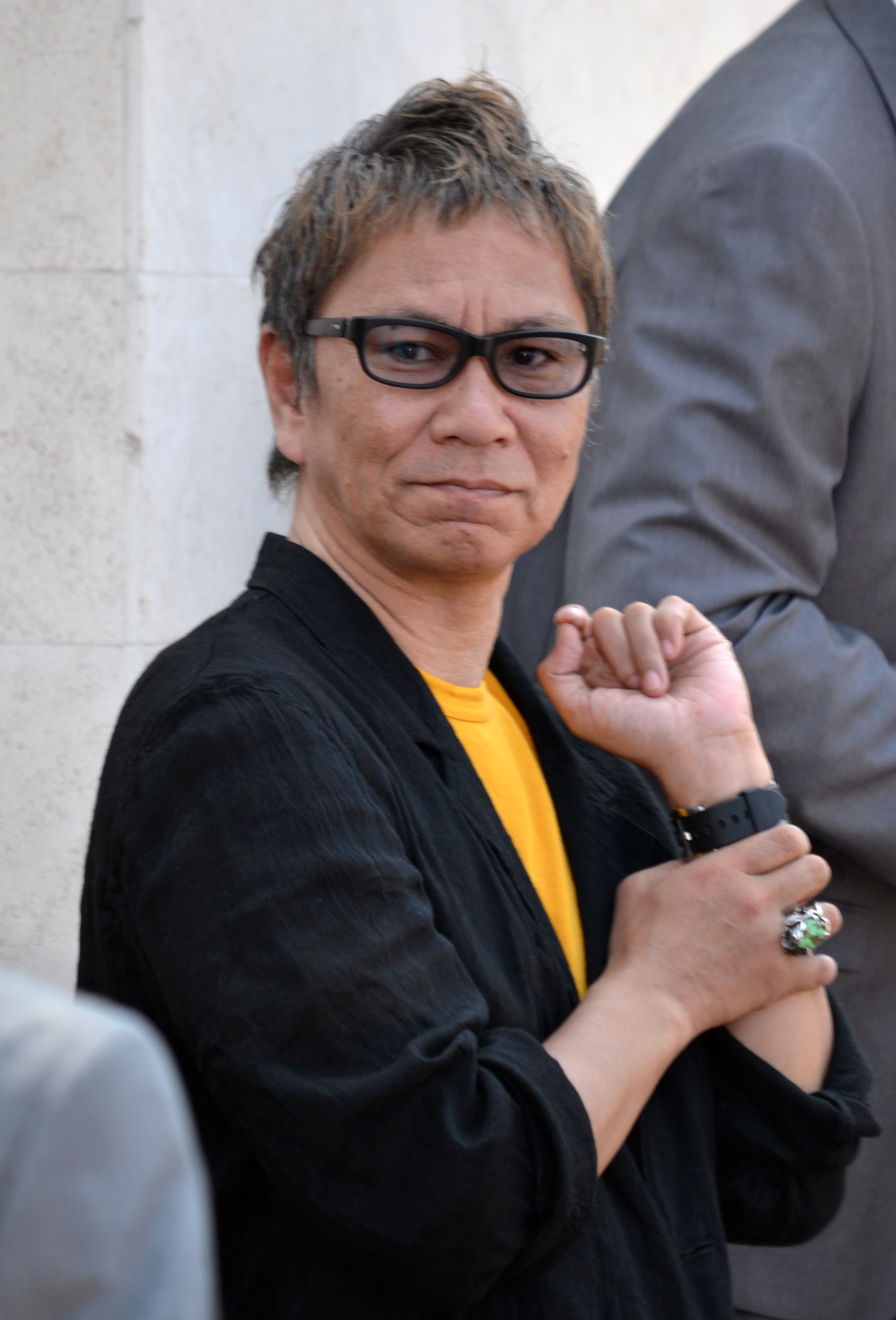
Takashi Miike på Filmfestivalen i Cannes 2011.

Takashi Miike, född den 24 augusti 1960 i Yao, Osaka, Japan, är en japansk filmregissör och skådespelare. Miike är mest känd för att ha regisserat skräckfilmer och ultravåldsamma action- och yakuzafilmer – provokativa filmer som ofta bygger på extremt våld och sexuella tabun. Dock har han även regisserat barnfilmer och musikaler och på senare tid kritiker hyllade och filosofiska samurajfilmer. Han regisserade episoden Imprint som ingår i TV-serien Masters of Horror (2005) och som är den enda enda delen som aldrig visades på TV på grund av sitt extrema innehåll. Miike har även satt upp Zatoichi som teaterföreställning. 
Några av hans mest kända filmer internationellt sett är Dead or Alive (film) (1999), Audition (film) (1999), Ichi the Killer (2001), Visitor Q (2001), One Missed Call (2003) och Hara-Kiri: Death of a Samurai (2011).

## Filmografi
- 1992 – A Human Murder Weapon
- 1993 – Bodyguard Kiba
- 1994 – Shinjuku Outlaw
- 1995 – De Tuffa Killarna från Osaka
- 1995 – Shinjuku Triad Society
- 1996 – The Way to Fight
- 1996 – Fudoh: The New Generation
- 1996 – Shin daisan no gokudō: boppatsu Kansai gokudō sensō)
- 1997 – Young Thugs: Innocent Blood
- 1997 – Gokudô kuroshakai
- 1997 – Full Metal Yakuza
- 1998 – Chūgoku no chōjin
- 1998 – Young Thugs: Nostalgia
- 1999 – Man, A Natural Girl
- 1999 – Audition (film)
- 1999 – Dead or Alive
- 1999 – Silver: shirubā
- 2000 – The City of Lost Souls
- 2000 – Grabbarna från paradiset
- 2001 – Visitor Q
- 2001 – Ichi the Killer
- 2001 – Katakuri-ke no kōfuku
- 2002 – Dead or Alive: Final
- 2002 – Graveyard of Honor
- 2002 – SABU
- 2002 – Deadly Outlaw: Rekka
- 2002 – Shangri-La
- 2003 – Gozu
- 2003 – Yakuza Demon
- 2003 – One Missed Call
- 2004 – Three... Extremes
- 2004 – Izo
- 2005 – Ultraman Max
- 2005 – Yōkai Daisensō
- 2006 – 46-okunen no koi
- 2006 – Waru: kanketsu-hen
- 2007 – Sukiyaki Western Django
- 2007 – Crows Zero
- 2007 – Like a Dragon
- 2008 – Kamisama no pazuru
- 2009 – Crows Zero 2
- 2010 – 13 Assassins
- 2011 – Hara-Kiri: Death of a Samurai
- 2011 – Ninja Kids!
- 2012 – Ace Attorney
- 2012 – For Love's Sake
- 2012 – Lesson of the Evil
- 2013 – Shield of Straw
- 2013 – The Mole Song: Undercover Agent Reiji
- 2014 – Over Your Dead Body
- 2015 – Yakuza Apocalypse
- 2015 – Kami-sama no Iu Toori